# Edmond Destaing
Edmond Destaing est un orientaliste berbérisant et arabisant français, né à Roset-Fluans (Doubs) le 19 janvier 1872, mort à L'Haÿ-les-Roses (Val-de-Marne) le 27 décembre 1940, premier titulaire de la chaire de berbère à l'École des Langues Orientales.

## Biographie
Instituteur dans le Doubs, il part à Alger suivre le stage de l’École normale de la Bouzaréa et enseigne à l’école franco-indigène de la rue Montpensier à partir de 1894. Professeur de sciences naturelles et de géographie à la Médersa de Tlemcen sous la direction de William Marçais et d'Alfred Bel (1902-1907), il se consacre à partir de 1905 à une étude du parler berbère des Beni Snous, à la frontière marocaine, qui fait aujourd'hui encore figure de référence. Nommé directeur de la Médersa nouvellement créée à Saint-Louis-du-Sénégal en 1907, il prend en 1910 la direction de la Médersa d'Alger en succession à William Marçais. En 1914 la chaire de berbère créée aux Langues Orientales lui est attribuée. À partir de 1921, il enseigne également l’arabe maghrébin à l’École coloniale. Ayant contracté le paludisme en Algérie, il décède le 27 décembre 1940 à son domicile de L'Haÿ-les-Roses.

## Œuvres
- L'Ennayer chez les Beni Snous, Revue Africaine n° 256, 1905
- Étude sur le dialecte berbère des Beni-Snoûs (deux volumes), 1907.
- Dictionnaire français-berbère, dialecte des Beni Snous, Paris, Leroux, 1914.
- Vocabulaire français-berbère : Étude sur la Tachelhît du Soûs, 1920.
- Étude sur le dialecte berbère des Aït Seghrouchen (moyen atlas marocain), 1920.
- Textes berbères en parler des Chleuḥs du Sous (Maroc), 1940.